# كريل منحني
كريل منحني (الاسم العلمي: Euphausia recurva) هو نوع من المفصليات يتبع جنس الكريل من الفصيلة الكريلية.